# Manuel de Falla
Manuel de Falla y Matheu (Cádiz, 23 de noviembre de 1876-Alta Gracia, Argentina, 14 de noviembre de 1946) fue un compositor español del nacionalismo musical, uno de los más importantes de la primera mitad del siglo XX, junto a Isaac Albéniz, Enrique Granados, Joaquín Turina y Joaquín Rodrigo, y uno de los compositores españoles más importantes de todos los tiempos.
Perteneció a una acomodada familia de comerciantes gaditanos y recibió formación musical desde su infancia, tanto piano como solfeo. Continuó sus estudios con varios profesores y, gracias a las amistades familiares, entró en los círculos culturales de la ciudad, particularmente en casa de Salvador Viniegra. Allí, conoció las obras de importantes compositores. Su primera interpretación pública fue con su madre en el recital para piano de Las siete últimas palabras de Cristo en la cruz de Joseph Haydn. Posteriormente, se trasladó a Madrid, donde continuó su formación en piano con José Tragó y compuso obras para piano y música de cámara. Conoció a Felipe Pedrell, quien fue una notable influencia en su posterior carrera y despertó su interés por el flamenco y el cante jondo. Más tarde, se marchó a París, donde entabló amistad con diversos miembros de la sociedad cultural de la ciudad, como Paul Dukas, Isaac Albéniz, Claude Debussy, Ricardo Viñes (que lo introdujo en Los Apaches), Maurice Ravel, Ígor Stravinski o Joaquín Nin. A su regreso a Madrid en 1914, se estrechó su relación con el matrimonio formado por María Lejárraga y Gregorio Martínez Sierra y colaboraron en algunas de sus obras. Tuvo una destacada presencia en la vida cultural y política de la ciudad y creció su popularidad, y trabajó con Serguéi Diáguilev y sus Ballets Rusos. En 1919 se marchó a Granada, donde entabló relación con Antonio de Luna García, Federico García Lorca, Miguel Cerón, Fernando de los Ríos, Hermenegildo Lanz y Manuel Ángeles Ortiz, entre otros, y pudo conocer con mayor profundidad el flamenco y el cante jondo. En 1939 y finalizada en España la Guerra civil, se trasladó a Argentina, donde vivió hasta su fallecimiento en 1946.
Entre sus obras más célebres se encuentran la pantomima El amor brujo, el ballet El sombrero de tres picos, las Siete canciones populares españolas para voz y piano, la Fantasia Bætica para piano y Noches en los jardines de España, todas ellas compuestas al regreso de su estancia en París. Además, compuso la ópera La vida breve, una ópera para marionetas, El retablo de Maese Pedro, el Concierto para clave y cinco instrumentos, varias zarzuelas (aunque la única que se representó fue Los amores de la Inés) y varias obras vocales, para piano y música de cámara. Su última obra, Atlántida, la terminó su discípulo Ernesto Halffter y se publicó después de la muerte del compositor.
Ejerció una gran influencia sobre el Grupo de los Ocho y la Generación del 27. El Archivo Manuel de Falla, inaugurado en Granada en 1991, guarda numerosas fotografías, cartas, partituras, manuscritos y otros documentos del compositor.

## Biografía

### Infancia y juventud
Manuel María de los Dolores Clemente Ramón del Sagrado Corazón de Jesús Falla y Matheu nació el 23 de noviembre de 1876 a las seis de la mañana en el domicilio familiar de la plaza de Mina n.º 3, en Cádiz (España). Fue el hijo mayor del matrimonio formado por José María Falla Franco, un acomodado comerciante de origen valenciano, y de María Jesús Matheu Zabala, proveniente de una adinerada familia industrial catalana, aunque ambos eran de Cádiz. Tuvo cuatro hermanos: José María «Pepito» (nacido 2 años después que Manuel), María del Carmen (seis años más joven), Servando y Germán, los dos últimos eran gemelos y 13 años menores que él. Lo bautizaron en la iglesia católica de Nuestra Señora del Rosario el 26 de noviembre. Los fallecimientos de su abuelo materno —en 1884—, su tía Magdalena —durante la epidemia de cólera de 1885—, y sus hermanos Pepito —en la misma época— y Servando —al poco de nacer en 1889—, lo impactaron enormemente. Se dice que Manuel contrajo tuberculosis en su infancia. Todo ello, unido a su débil complexión, hizo que desarrollara una obsesión por la limpieza y miedo a contagiarse y enfermar.

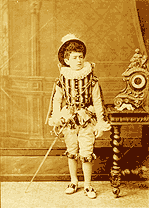
Manuel de Falla en 1883, disfrazado del conde Raoul de Los hugonotes de Giacomo Meyerbeer.

Manuel y sus hermanos recibieron una buena educación en casa. Recibió sus primeras lecciones de solfeo de su madre, intérprete de piano. Además, su nodriza, «La Morilla», le enseñó canciones de cuna y populares que estimularon su imaginación y dejaron huella en él. A los nueve años de edad, su madre decidió que tenía que estudiar más formalmente, por lo que continuó sus estudios musicales con una profesora de piano amiga suya llamada Eloísa Galluzo y cuyos métodos de enseñanza eran «muy severos». Después, estudió sucesivamente solfeo y armonía con Alejandro Odero y armonía y contrapunto con Enrique Broca. También realizaba prácticas de piano a cuatro manos de obras de Richard Wagner y Wolfgang Amadeus Mozart con una amiga de la familia. En esa época, Manuel asistía a las veladas vespertinas de música de cámara que se celebraban en casa de Salvador Viniegra, amigo de la familia, y tuvo acceso a la gran biblioteca musical que poseía. También asistía a otros eventos musicales en Cádiz, donde descubrió música como Fausto de Charles Gounod y obras de Mozart, Ludwig van Beethoven, Vincenzo Bellini y Edvard Grieg, que estaba de moda. Su primera interpretación pública fue con su madre en el recital para piano de Las siete últimas palabras de Cristo en la cruz de Joseph Haydn en la iglesia de San Francisco.

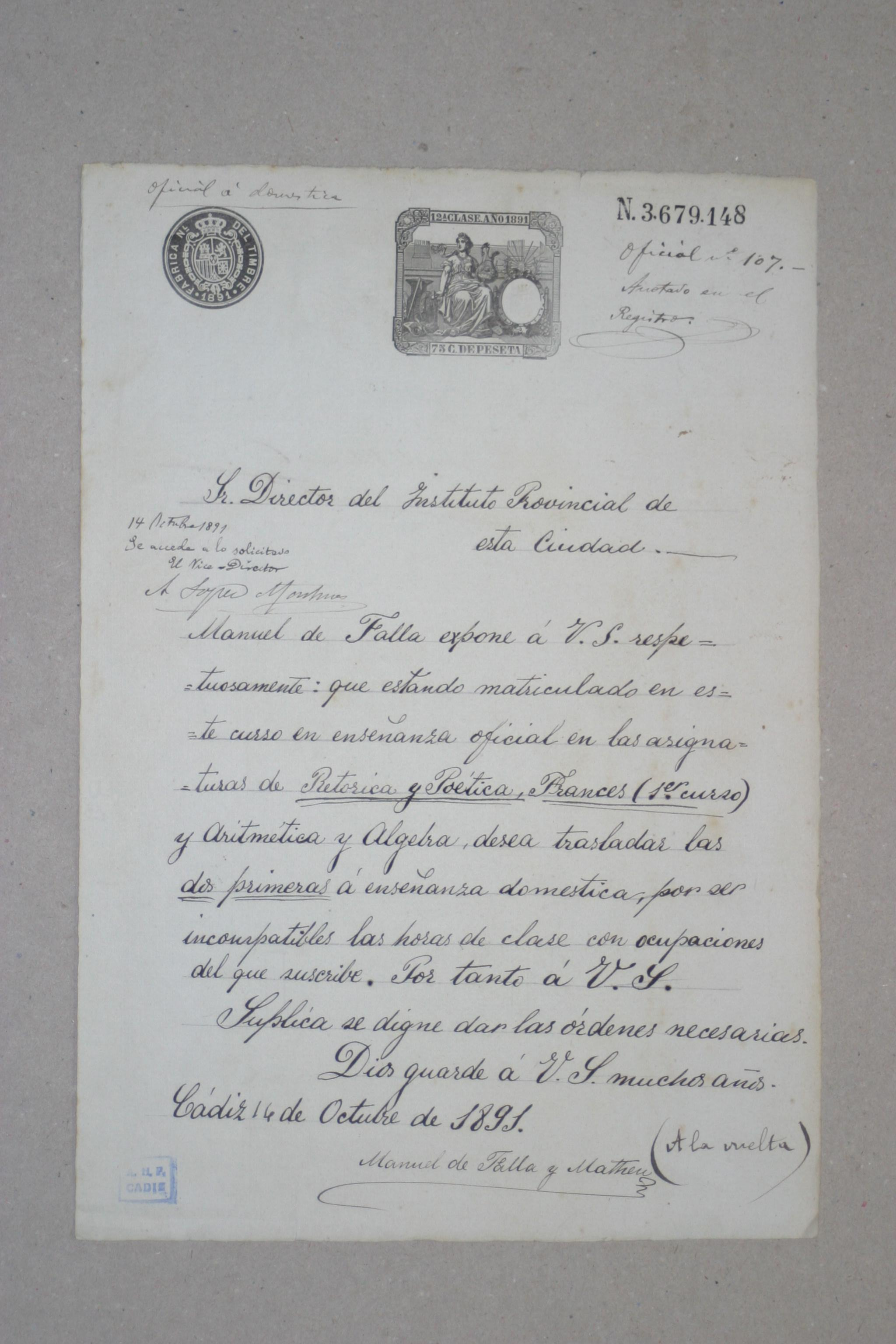
Solicitud al Instituto Provincial de Cádiz para cambiar las asignaturas de francés y poética de «enseñanza oficial» a «enseñanza doméstica», 14 de octubre de 1891.

En el Archivo Histórico Provincial de Cádiz se encuentra custodiado su expediente escolar, que estaba en posesión de los fondos del Instituto Columela donde estudió, hasta que fue transferido al Archivo en diciembre de 2003. En él, aparte de sus buenas notas, se destaca su manejo a la hora de resolver una operación aritmética y la excelente caligrafía que tenía a pesar de contar con sólo once años de edad.
A los doce años, sus intereses eran principalmente la literatura y el periodismo. En 1888, junto con un grupo de amigos, fundó y dirigió la revista literaria casera El Burlón y, en 1891, participó en una segunda titulada El Cascabel, que también terminó dirigiendo. En esa época, se especula que compusiera una ópera en cuatro actos llamada El conde de Villamediana, de la que no se conserva la música, pero sí el libreto, que estaba inspirado en obras del Duque de Rivas. Alrededor de 1892, cuando tenía 16 años, compuso su opus n.º 1, Gavotte et Musette para piano. A los diecisiete años, según confesó el propio Falla en una carta en 1928 a su biógrafo y amigo Alexis Roland-Manuel, decidió que su vocación era la música.

### Estancia en Madrid

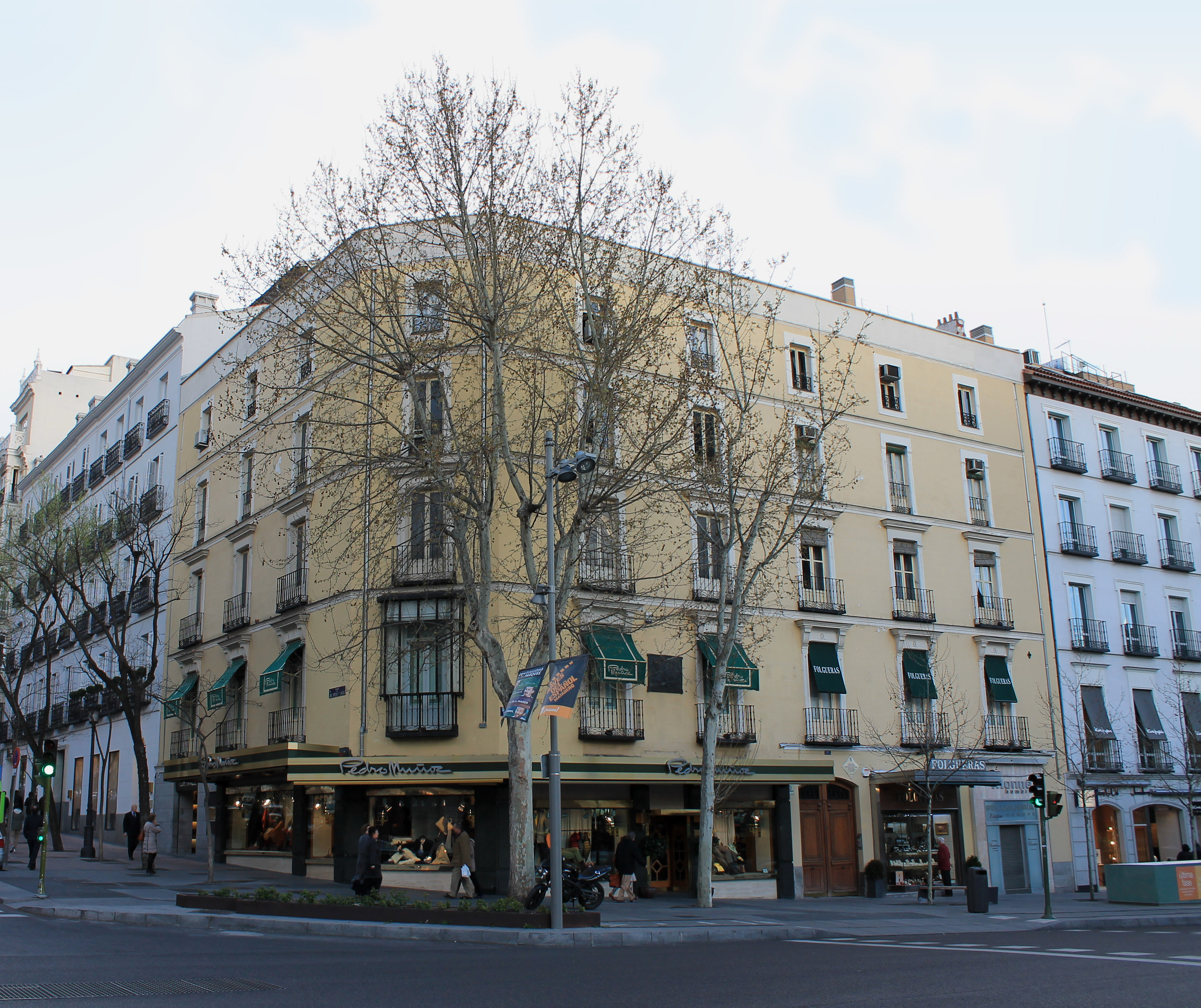
Casa madrileña de la calle Serrano n.º 72 en la que vivió Falla de 1901 a 1907.

A partir de 1896 comenzó a viajar con asiduidad a Madrid, donde asistió al Real Conservatorio de Música y Declamación. Allí estudió piano con José Tragó, que tenía muy buena opinión sobre su alumno y comentó que era «un joven muy estudioso, muy concienzudo; de buenos talentos artísticos y al cual seguramente le está esperando un prometedor futuro en este difícil arte». Hacia finales de ese año, se estableció definitivamente en Madrid. En 1897 se matriculó oficialmente en calidad de alumno libre del Conservatorio. Ese mismo año compuso Melodía, una obra para violonchelo y piano y dedicada a Salvador Viniegra. Al año siguiente superó, con altas calificaciones, el equivalente a tres años de solfeo y cinco de piano en el Conservatorio, y compuso Scherzo en do menor para piano. En 1899 terminó los estudios oficiales en el Conservatorio y obtuvo, por unanimidad, el primer premio de piano de dicho centro. En esos años, realizó viajes frecuentes a Cádiz y dio recitales en las casas de Viniegra y de Manuel Quirell, en los que interpretaba composiciones de Frédéric Chopin, Robert Schumann o Grieg, junto con obras propias. En casa de Viniegra, estrenó en 1899 obras como Romanza, Melodía para violonchelo y piano (dedicada a Viniegra), Cuarteto en sol y Serenata andaluza; en la de Quirell, estrenó Nocturno, y Mireya en el Teatro Cómico. En 1900 compuso Canción para piano y algunas piezas vocales y para piano. Estrenó Serenata andaluza y Vals-Capricho en el Ateneo de Madrid. Su familia se mudó con él, debido a problemas financieros en los negocios familiares, y los mantuvo con los ingresos que obtenía impartiendo clases de piano.

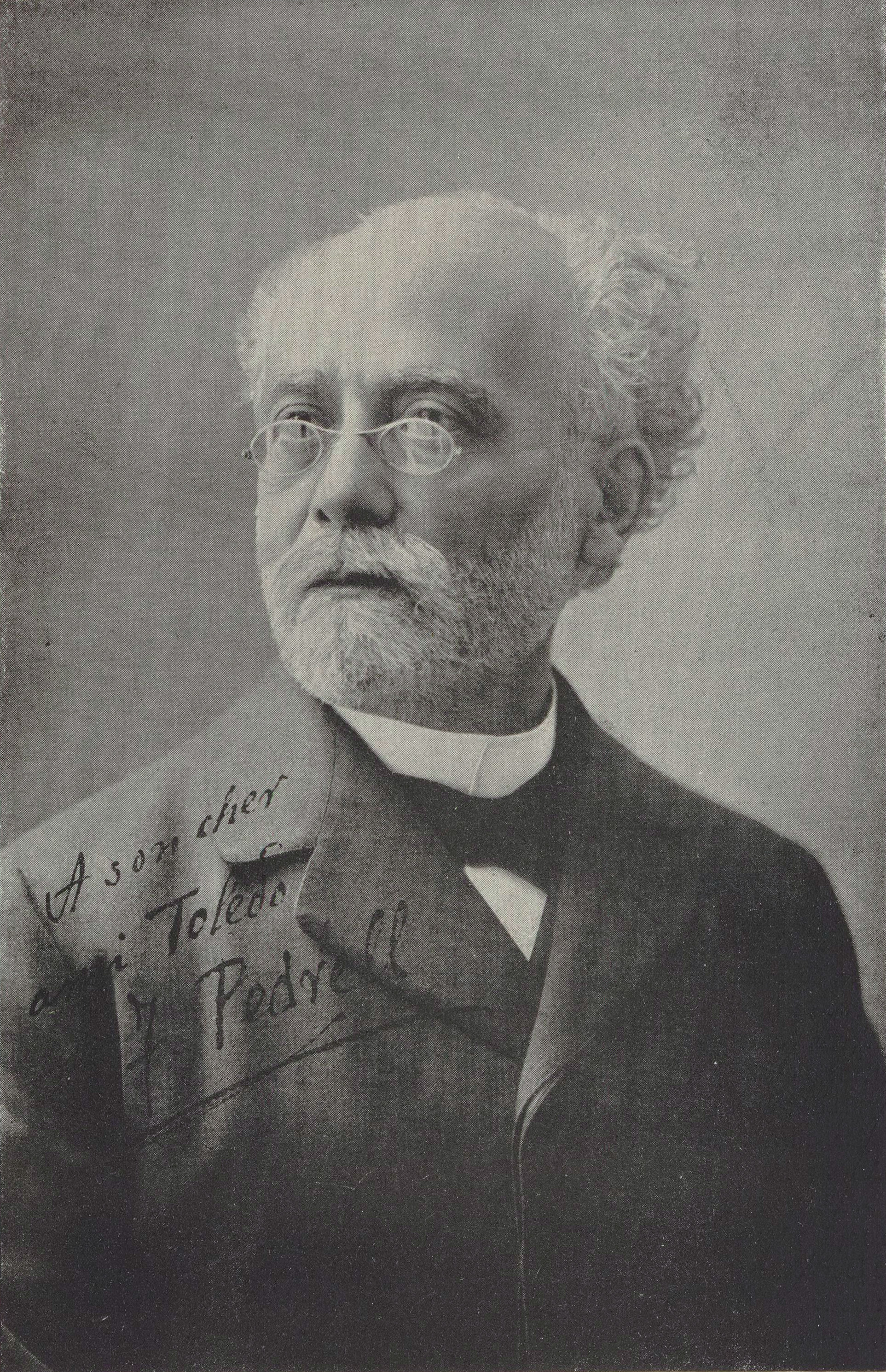
Falla conoció a Felipe Pedrell en 1901 en Madrid. Este fue una gran influencia para Manuel de Falla, ya que despertó en él el interés por el flamenco y, en especial, por el cante jondo.

Hasta ese momento, Falla sólo había compuesto obras para piano o música de cámara. Alrededor de 1900, escribió su primera zarzuela, forma musical muy de moda en ese momento en España, La Juana y la Petra o La casa de Tócame Roque (inspirada en la popular casa madrileña). No llegó a estrenarse y su música se perdió, aunque en sus cuardernos el compositor apuntó que constaba de cinco números musicales. En 1901 conoció a Felipe Pedrell, quien fue una notable influencia en su posterior carrera, ya que despertó en él el interés por el flamenco y, en especial, por el cante jondo. Pedrell impartía clases en el Conservatorio y el Ateneo. Melquiades Almagro, un rico amigo de Falla, pagó las lecciones que recibió de Pedrell. Ese año Falla también compuso Cortejo de gnomos y Serenata, ambas para piano. El 12 de abril de 1902 se estrenó Los amores de la Inés, la única de sus zarzuelas que se representó, en el Teatro Cómico de Madrid y tuvo veinte actuaciones, realizadas por la compañía de Loreto Prado y Enrique Chicote. Ese mismo año conoció a Joaquín Turina y Federico Chueca, que lo ayudó y apoyó sus zarzuelas, y la Sociedad de Autores publicó Vals-Capricho y Serenata andaluza. Entre 1901 y 1902, escribió Limosna de amor, con libreto de José Jackson Veyán, otra zarzuela que no se representó.
Al año siguiente compuso Allegro de concierto y lo presentó a un concurso convocado por el Conservatorio de Madrid, que finalmente ganó Enrique Granados, y la Sociedad de Autores publicó las obras Tus ojillos negros y Nocturno. Ese mismo año, comenzó a trabajar con Amadeo Vives en las zarzuelas Prisionero de guerra, El cornetín de órdenes y La cruz de Malta, de las que sólo se conservan algunos fragmentos. Los años de estudio en la capital española culminaron con la composición, en 1904, de la ópera La vida breve, en colaboración con Carlos Fernández Shaw, que se hizo acreedora del primer premio de un concurso convocado por la Real Academia de Bellas Artes de San Fernando al año siguiente. Aunque las bases del concurso estipulaban que la obra ganadora debía representarse en el Teatro Real de Madrid, Falla hubo de esperar ocho años para dar a conocer su partitura, no en Madrid, sino en Niza (Francia). En abril de 1905 obtuvo el premio como pianista en un concurso organizado por la firma Ortiz y Cussó. En esa época, se sintió fuertemente atraído por su prima María Prieto Ledesma y la última referencia a este asunto está fechada el 14 de noviembre de 1905.

### Etapa parisina

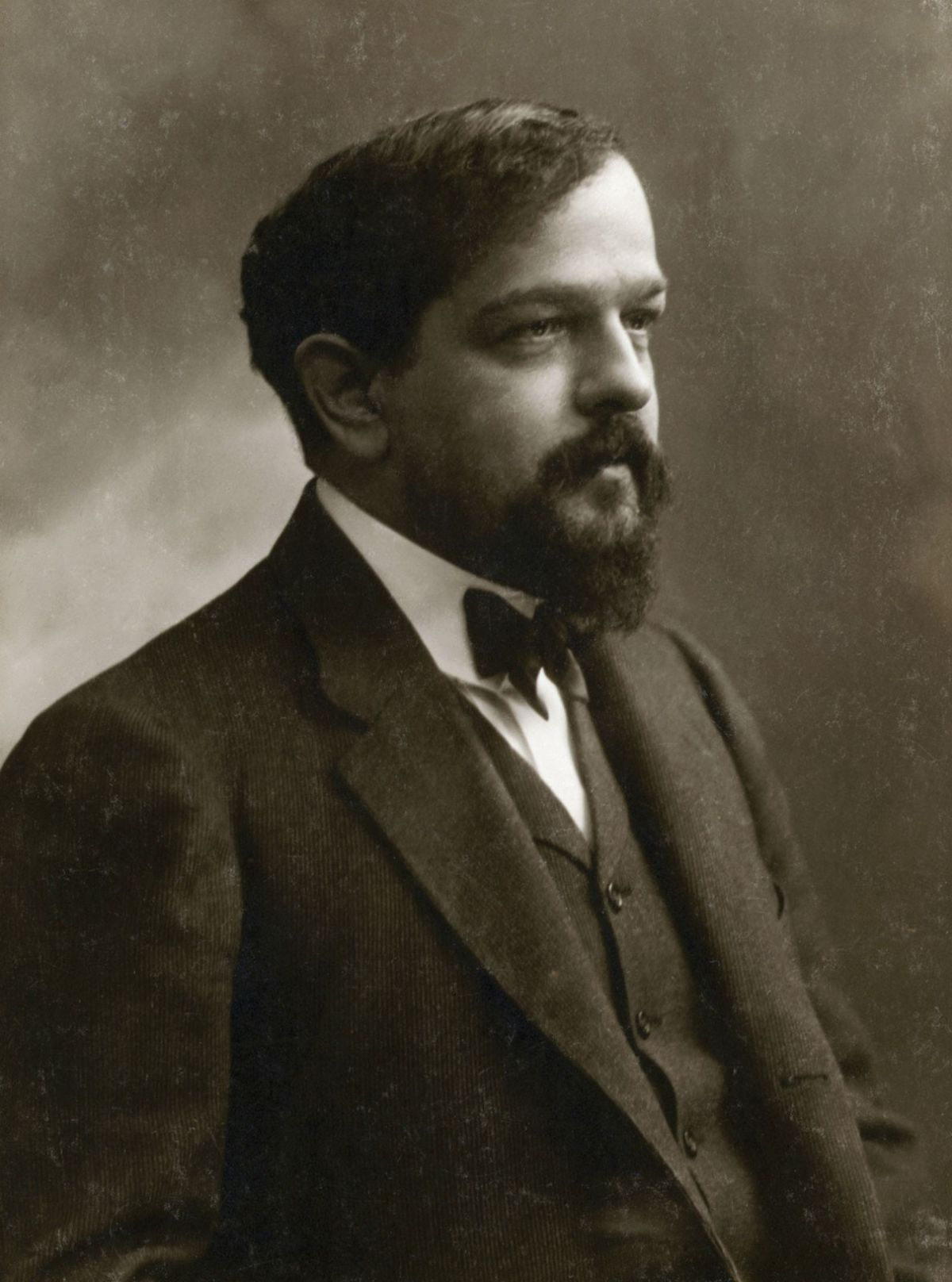
Claude Debussy ayudó a Falla durante su estancia en París y lo introdujo en los círculos musicales de la ciudad.

Falla había ampliado su círculo de amistades y su fama estaba creciendo en Madrid, gracias a los dos premios que ganó. En cambio, en parte por la decepción que sufrió al no poder estrenar La vida breve en el Teatro Real como le habían prometido, decidió trasladarse en Francia. Se desconoce la fecha exacta en la que Falla se mudó allí, pero se tiene constancia de una carta que envió a su familia el 16 de agosto de 1907. Se afincó en París, por consejo de Joaquín Turina y Víctor Mirecki Larramat, y sus inicios no fueron fáciles, ya que llegó a reunir cupones de periódicos para obtener comida gratuita. Empezó ganándose la vida como pianista y director de una pequeña compañía de pantomima que interpretaba L'enfant prodigue de André Wormser, y realizó una gira por Francia, Bélgica, Alemania y Suiza. Poco después de su llegada a París, conoció a Paul Dukas, quien le presentó a Isaac Albéniz y Claude Debussy. Gracias a una carta de recomendación, también entabló relación con Ricardo Viñes, que lo introdujo en Los Apaches, un círculo de jóvenes músicos progresistas con miembros como Debussy, Maurice Ravel, Ígor Stravinski y Joaquín Nin, entre otros. También por mediación de Viñes y Albéniz, entabló relación con Alexis Roland-Manuel, tuvo acceso a otros círculos culturales parisinos y conoció a otros artistas españoles en la ciudad, como Enrique Granados, Pau Casals, Miguel Llobet, Ángel Barrios, Enrique Fernández Arbós, Josep Maria Sert y Pablo Picasso. Durante ese tiempo, se ganó la vida dando clases piano a los hijos de familias adineradas y realizando giras de conciertos.

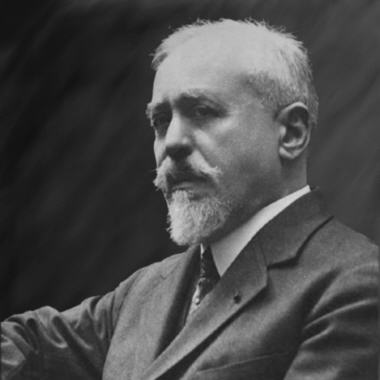
Paul Dukas, al que Manuel de Falla conoció en París, fue una gran influencia para el compositor gaditano durante su estancia en la ciudad.

En 1908 y debido a la mediación de Albéniz, el rey Alfonso XIII le otorgó una beca para que pudiera seguir residiendo en París y concluir las Cuatro piezas españolas. En enero de ese año inició una gira por el norte de España, junto con el violinista Antonio Fernández Bordas y el violonchelista Víctor Mirecki. El 23 de marzo terminó la obra Con afectos de júbilo y gozo. Paul Milliet tradujo al francés el libreto de La vida breve para que el estreno de la obra fuera posible en Francia. El 27 de marzo del año siguiente se estrenaron en la Salle Érard las Cuatro piezas españolas interpretadas por Ricardo Viñes, que más tarde fueron publicadas por el editor Jacques Durand gracias a la recomendación de Dukas, Debussy y Ravel. Ese mismo año comenzó a componer una serie de piezas llamadas Nocturnos, que más tarde se convirtieron en Noches en los jardines de España, y revisó sustancialmente la orquestación de La vida breve. El contacto con la vida musical parisina ejerció una gran influencia sobre él, quedó especialmente impresionado por Peleas y Melisande de Debussy y Borís Godunov de Modest Músorgski, y entró en contacto con la música sinfónica y de cámara europea de vanguardia, incluso escuchó a Richard Strauss dirigir sus obras.
El 4 de mayo de 1910, gracias a la colaboración de Ravel y Gabriel Fauré, la soprano Ada Adiny-Milliet estrenó en la Société Nationale Indépendante, acompañada al piano por Falla, las Trois mélodies, realizadas sobre textos de Théophile Gautier. En ese mismo año se produjo su primer encuentro con Ígor Stravinski y conoció a Georges Jean-Aubry, Ignacio Zuloaga y Wanda Landowska. Un año más tarde realizó su primera visita a Londres, por mediación de Jean-Aubry, y en marzo ofreció algunos recitales. Los inviernos de 1910 y 1911 lo afectaron gravemente en su salud, que ya era débil de por sí, lo que incrementó su fervor religioso y le hizo acercarse a los círculos afines a sus inquietudes religiosas, especialmente Los Apaches, con Viñes y Léon Bloy, entre otros.
En 1912 realizó un viaje a Suiza e Italia. En Milán, negoció con Tito Ricordi la publicación de La vida breve, pero no llegaron a un acuerdo. El 30 de noviembre, Ricardo Viñes presentó en la Sociedad Filarmónica Madrileña las Cuatro piezas españolas de Falla. Revisó, con la ayuda de Dukas y Debussy, la partitura de La vida breve y realizó mejoras en su estructura y orquestación. El 1 de abril de 1913 se estrenó en el Casino Municipal de Niza y el 30 de diciembre de ese año se realizó en el Teatro Nacional de la Opéra-Comique de París el ensayo general, con público y crítica. La obra se estrenó oficialmente el 7 de enero de 1914 en dicho teatro y fue un éxito. Tras el fracaso con Ricordi, Max Eschig publicó la partitura y se convirtió en el editor de Falla. Ese mismo año conoció, por mediación de Turina, a Gregorio y María Martínez Sierra. Debido al éxito obtenido, Falla decidió establecerse definitivamente en París. Gracias a su contrato con Eschig, a mediados de 1914 pudo terminar las Siete canciones populares españolas. Sin embargo, tras el inicio de la Primera Guerra Mundial, Falla tuvo que regresar a España y fijó su residencia de nuevo en Madrid.

### Regreso a Madrid

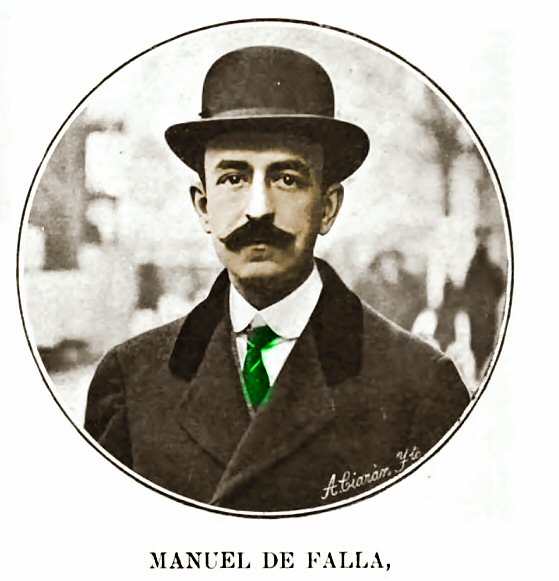
Manuel de Falla, c. 1914.

Durante la estancia de Falla en París, la crítica musical en Madrid había cambiado. Surgieron numerosas publicaciones especializadas y eran frecuentes las disputas entre ellas, en ocasiones motivadas por su ideología política y fuertes en muchos casos. Tras su regreso a Madrid, el 14 de noviembre de 1914 se representó La vida breve, con la soprano Luisa Vela como protagonista, en el Teatro de la Zarzuela y bajo la dirección de Pablo Luna. El estreno fue un gran éxito y posteriormente se representó en 26 ocasiones. Su relación con los Martínez Sierra, a los que había conocido durante su estancia en París, se estrechó. Comenzaron a trabajar juntos en La Pasión, una obra que se estrenó el 30 de noviembre en el Teatro Lara y para la que el compositor escribió una soleá para voz y guitarra. En los años siguientes, Falla compuso música incidental para algunas de las obras teatrales del matrimonio, como Otelo o tragedia de una noche de verano, Pascua florida o Amanecer, y también escribió música para canciones escritas por María, como «El pan de Ronda que sabe a verdad». El 15 de enero de 1915, el Ateneo de Madrid homenajeó a Joaquín Turina y Manuel de Falla. En el acto se estrenaron, con gran éxito, las Siete canciones populares españolas, interpretadas por Luisa Vela y acompañada al piano por el propio Falla. El 8 de febrero, se realizó el concierto de presentación de la Sociedad Nacional de Música en el Hotel Ritz de Madrid, en el que la soprano Josefina Revillo interpretó por primera vez la antibelicista Oración de las madres que tienen a sus hijos en brazos, con texto de Martínez Sierra. Falla conoció al secretario de la Sociedad, Adolfo Salazar, que además era un influyente crítico y lo apoyó en sus habituales desencuentros con la prensa madrileña.
El 15 de abril tuvo lugar el estreno en el Teatro Lara de la primera versión de El amor brujo, que escribió junto a Martínez Sierra, interpretada por Pastora Imperio en el papel de Candelas y bajo la dirección orquestal de José Moreno Ballesteros, padre de Federico Moreno Torroba, que interpretó el piano. Recibió disparidad de críticas: unas criticaron la orquestación y animaron a Falla a dejar esos «ensayos menores» y dedicarse a «grandes obras», y le achacaron falta de «españolidad» por la «obsesión» de Falla por la música francesa y rusa; en cambio, otras la destacaban como «el nuevo renacimiento musical español» y valoraron el esfuerzo de elevar el flamenco a la categoría de arte. En cualquier caso, la obra tuvo una buena recepción de público y se representó en veintiocho ocasiones. Entre finales de marzo y principios de abril realizó un viaje con María Lejárraga por Andalucía, en el que pudo conocer Granada y también visitaron Ronda, Algeciras y Cádiz. Poco después se trasladó a Barcelona con el matrimonio Martínez Sierra y su estancia en la ciudad se prolongó casi seis meses. Santiago Rusiñol lo invitó a pasar unos días en Cau Ferrat de Sitges y allí puede que trabajara en la primera versión de concierto de El amor brujo y en las Noches en los jardines de España. La Orquesta Sinfónica de Madrid, dirigida por Enrique Fernández Arbós, estrenó la primera el 28 de marzo de 1916 en el Hotel Ritz de Madrid. El 9 de abril, se estrenó la segunda en el Teatro Real, a cargo de la misma orquesta, junto con el pianista José Cubiles y dirigida de nuevo por Fernández Arbós. Falla comenzó a trabajar con el matrimonio Martínez Sierra en la pantomima El corregidor y la molinera, basada en la novela El sombrero de tres picos de Pedro Antonio de Alarcón. Puede que Falla eligiera esta historia más costumbrista para poder obtener un mayor éxito comercial. Se estrenó el 7 de abril de 1917 en el Teatro Eslava, producida por la compañía de los Martínez Sierra y bajo la dirección de Turina.

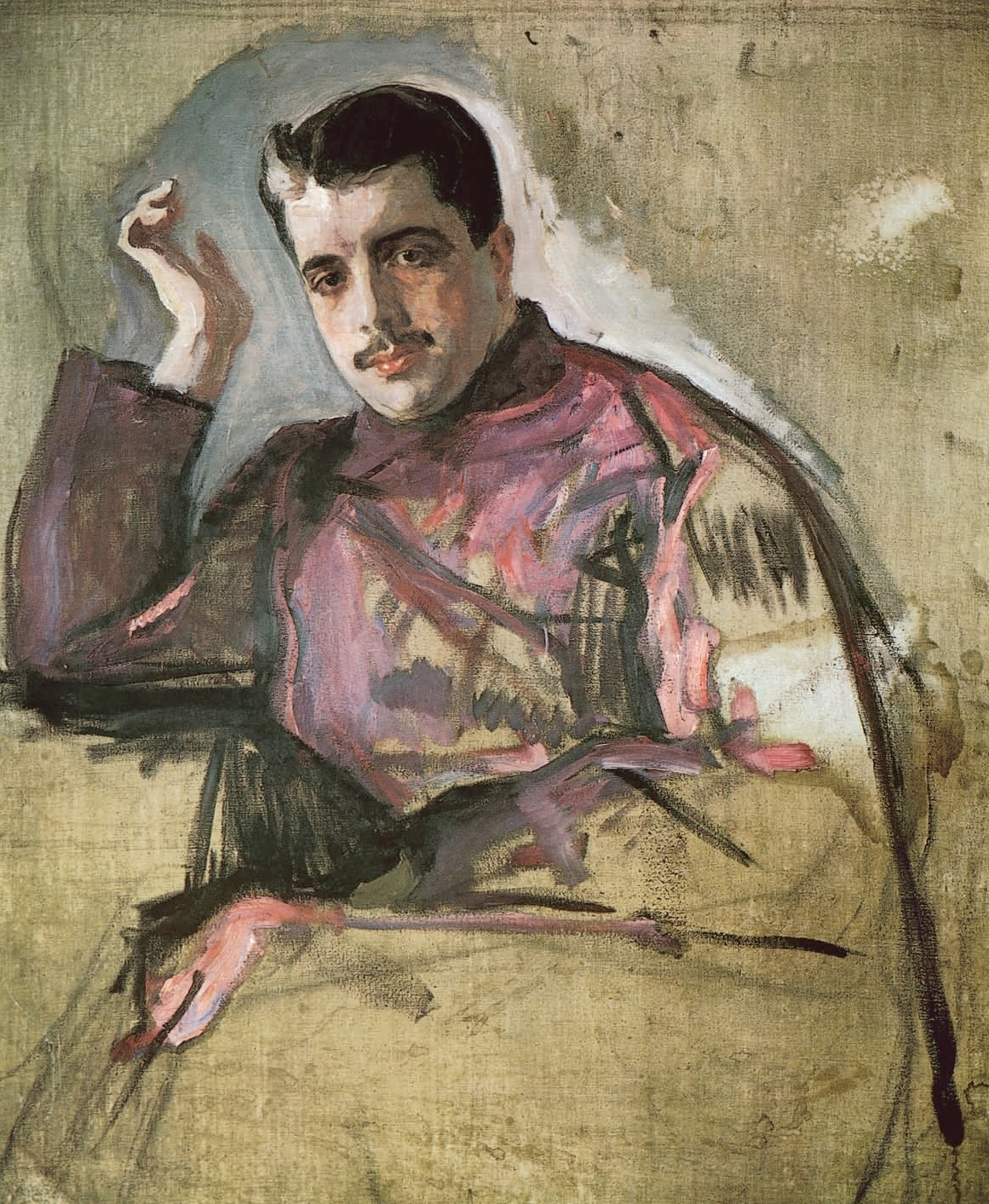
En 1916 Manuel de Falla entabló contacto con Ígor Stravinski y Serguéi Diáguilev, cuyos célebres Ballets Rusos se hallaban por aquella época en Madrid, e inició un viaje por el sur de España con este.

España fue un país neutral durante la Primera Guerra Mundial. Falla se mostró públicamente en contra de esa postura y firmó un manifiesto en 1915, que apoyaron otros intelectuales como Gregorio Marañón, Américo Castro y Fernando de los Ríos. Tras el fallecimiento de Enrique Granados, criticó la agresión alemana por «arrebatarnos a un artista de los nuestros que tan brillantemente representó a España en el extranjero». Ese mismo año, escribió más artículos en los que denunciaba la «perniciosa» influencia de la «tradición alemana» en la música europea. Por otro lado, esa neutralidad de España revitalizó la vida cultural de su capital, Madrid, y atrajo a diversos artistas internacionales, como fue el caso de Serguéi Diáguilev y sus Ballets Rusos, que estuvieron de gira por el país en 1916 y 1917. Falla entabló contacto con Ígor Stravinski y Diáguilev y realizó sendos viajes acompañado por este y el bailarín Léonide Massine: en 1916, por el sur del país, y durante el verano de 1917, por España, en el que el 8 de octubre acudieron a Fuendetodos a la inauguración de un monumento en homenaje a Francisco de Goya. Antes de finalizar el año, inició una nueva gira por el norte de España acompañando al piano a la soprano Aga Lahowska.
En 1918, comenzó a componer la ópera cómica Fuego fatuo, con libreto de María Martínez Sierra y basada en música de Frédéric Chopin, del que Falla era gran admirador. María atribuyó a la estricta moral del compositor el retraso en la obra, por no estar de acuerdo con su libreto, aunque no hay pruebas de tales reticencias. En cambio, el propio Falla realizó gestiones personales con varios teatros para estrenar la obra, que resultaron infructuosas, ya que varios la rechazaron, como el Teatro Eslava, dirigido temporalmente por el compositor Manuel Penella y que inicialmente había accedido a representarla, o la Opéra-Comique de París, cuyo director, Albert Carré, afirmó: «¡Debería escribir música original!». La obra no llegó a estrenarse. Entre tanto, al estar inmerso en la composición de Fuego fatuo, Falla rechazó una proposición por parte de Diáguilev para componer un ballet que finalmente encargó a Stravinski y se convirtió en Pulcinella. Falla y los Martínez Sierra iniciaron otra colaboración con la tragicomedia Don Juan de España. Estaba en una etapa muy temprana de creación y debido a la lentitud de Falla en su composición, que de nuevo María achacó a la moral del compositor, finalmente los Martínez Sierra encargaron la música a Conrado del Campo y la obra se estrenó el 18 de noviembre de 1921. Todo esto contribuyó a que la relación entre el matrimonio y el compositor se rompiera tras el estreno de la tragicomedia, pese a que María y Falla habían mantenido una correspondencia casi diaria durante años. Probablemente, su último trabajo juntos fue El corazón ciego de Gregorio, en el que Falla puso música a dos canciones del cuarto acto y que se estrenó en octubre o noviembre de 1919. El 27 de abril, Falla pronunció una conferencia titulada El arte profundo de Claude Debussy en un homenaje que rindió el Ateneo de Madrid al compositor francés, y se realizó un concierto, en el que también participaron Aga Lahowska, Arthur Rubinstein y la Orquesta Filarmónica.
En 1919 fallecieron sus padres, con unos meses de diferencia: el 12 de febrero, su padre, y el 22 de julio, su madre. En 1917, Falla había empezado a trabajar en una nueva versión de El corregidor y la molinera, que se acabó convirtiendo en el ballet El sombrero de tres picos. El estreno de la obra se retrasó por problemas financieros con los Ballets Rusos de Diáguilev. El 22 de julio de 1919 realizaron el estreno de El sombrero de tres picos en el Alhambra Theatre de Londres, con coreografía de Massine y decorados y figurines de Pablo Picasso. Fue el estreno más exitoso de la compañía en esa temporada. Ese mismo año y por encargo de Rubinstein comenzó a componer Fantasia Bætica.

### Etapa granadina

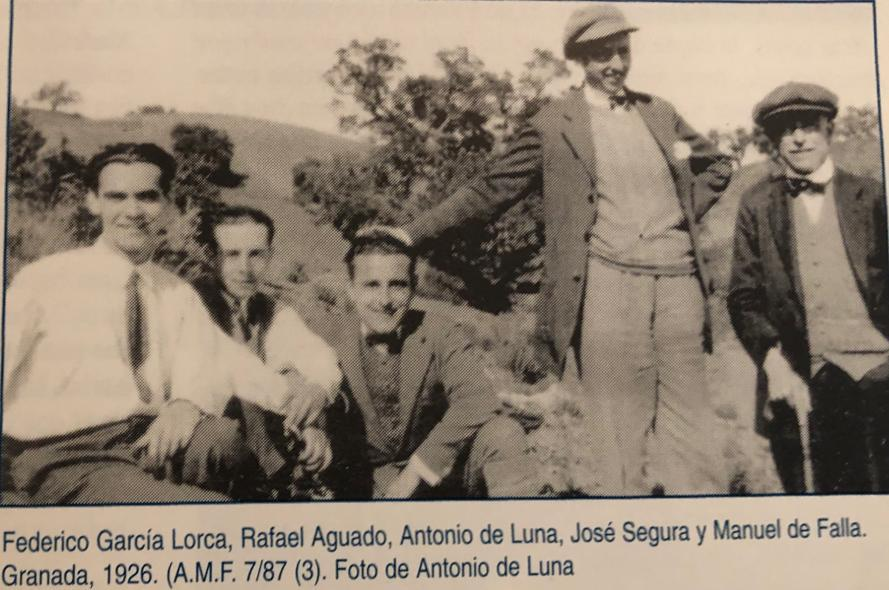
Excursiones granadinas donde asistían Manuel de Falla, Antonio de Luna García y Federico García Lorca, entre otros.

Tras la muerte de sus padres, Falla decidió viajar en septiembre de 1919 a Granada con su hermana María del Carmen. Se alojaron en la Pensión Carmona, gracias a las gestiones realizadas por su amigo desde los tiempos de París Ángel Barrios, y estuvieron en compañía del matrimonio Vázquez Díaz. Durante esa visita a la ciudad conoció al poeta Federico García Lorca, que recitó un poema dedicado a la ciudad después de un concierto. El 23 de enero de 1920, tuvo lugar el estreno en París de Noches en los jardines de España, bajo la dirección de Enrique Fernández Arbós y con Rosa García Ascot en el papel solista, y ese mismo mes, los Ballets Rusos realizaron una exitosa representación de El sombrero de tres picos en el Théâtre National de l'Opéra de París. El 20 de febrero, Arthur Rubinstein estrenó en Nueva York la Fantasia Bætica. El compositor gaditano concluyó su primera obra en Granada en agosto, Homenaje pour le Tombeau de Claude Debussy para guitarra. En septiembre de 1920, Falla y su hermana decidieron fijar su residencia en Granada y alquilaron el carmen de Santa Engracia en la Calle Real de la Alhambra, número 43. Una de sus primeras actividades allí fue organizar un concurso de cantaores de cante jondo. Allí llevó una vida retirada, rodeado de un grupo de amigos entre los que se encontraba Antonio de Luna García y Federico García Lorca. En diciembre publicó su artículo «Claude Debussy et l'Espagne» en La Revue Musicale.

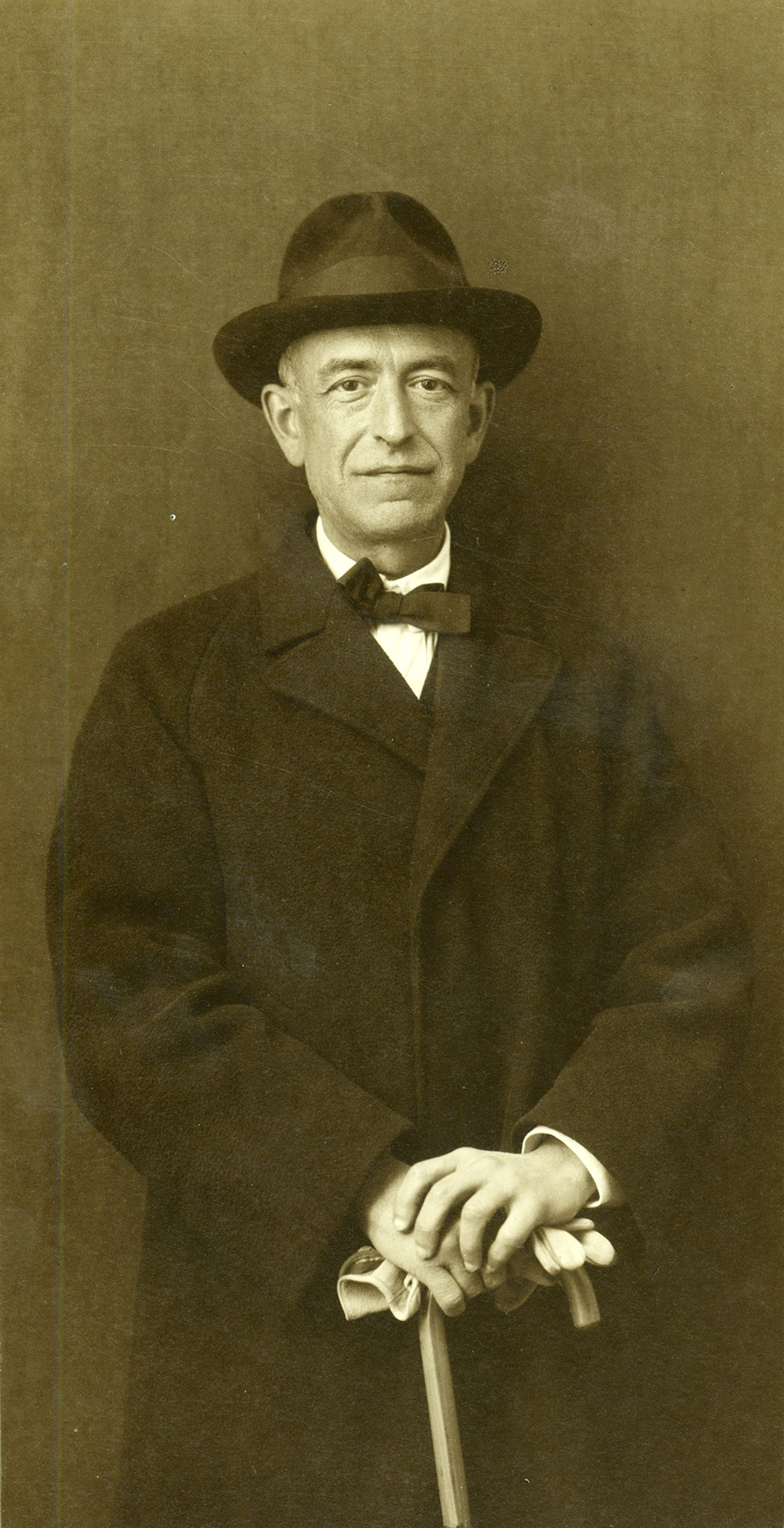
Manuel de Falla.

El estreno de Homenaje pour le Tombeau de Claude Debussy tuvo lugar el 24 de enero de 1921 en París, con la interpretación del laúd-arpa a cargo de Marie-Louise Henri Casadesus. El estreno en su versión para guitarra fue realizado por Miguel Llobet durante una gira por España un mes más tarde. En esa época, Falla estuvo muy vinculado con la vida cultural de la ciudad andaluza y frecuentó las amistades de personajes como Miguel Cerón, Fernando de los Ríos, Hermenegildo Lanz, Manuel Ángeles Ortiz y, sobre todo, Federico García Lorca. En mayo realizó un viaje a París y Londres, ciudad en la que interpretó la parte para piano de Noches en los jardines de España en el Queen's Hall. A su regreso a España coincidió en la capital con Ígor Stravinski, que estaba dirigiendo en el Teatro Real su ballet Petrushka. Tras su ruptura con los Martínez Sierra, comenzó la composición de las dos suites de El sombrero de tres picos y terminó Fanfare pour une fête, por encargo de la revista Fanfare de Londres, que sería publicada en su primer número en agosto.

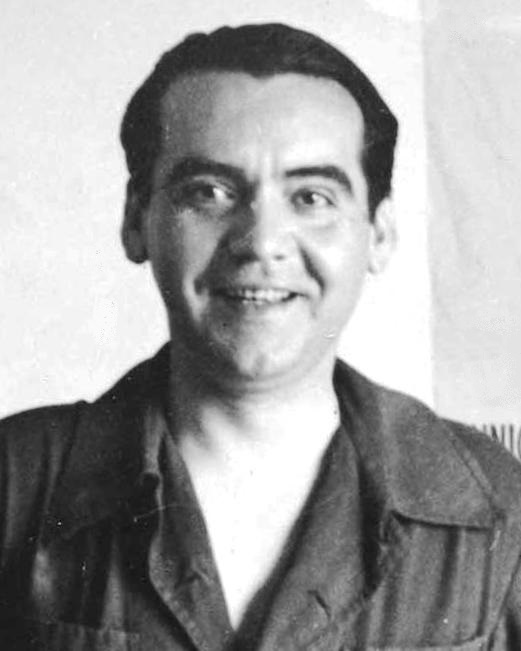
Manuel de Falla llegó a convertirse en uno de los ejes de la vida cultural granadina gracias a su amistad con Miguel Cerón, Fernando de los Ríos, Hermenegildo Lanz, Manuel Ángeles Ortiz y, sobre todo, Federico García Lorca (en la imagen).

A comienzos de 1922 estableció definitivamente su residencia en el carmen de la Antequeruela Alta, número 11. El diplomático Ricardo Baeza, amigo de Falla, le encomendó el encargo de componer Canto de los remeros del Volga, en favor de los refugiados rusos. Realizó un viaje durante la Semana Santa de Sevilla, durante el cual conoció a Segismundo Romero y a Eduardo Torres, con los que en un futuro colaboraría para formar la Orquesta Bética de Cámara y que finalmente se presentaría el 11 de junio en 1924 con un concierto en el sevillano Teatro Llorens. Se unió a Miguel Cerón, Federico García Lorca, Hermenegildo Lanz y otros miembros de la «tertulia del Rinconcillo», para celebrar un concurso de cante jondo a fin de rescatar el «canto primitivo andaluz». El festival musical se materializó los días 13 y 14 de junio en la Plaza de los Aljibes de la Alhambra.
El 6 de enero de 1923, festividad de los Reyes Magos, en Granada, Falla participó en una fiesta privada montada por Federico García Lorca, Adolfo Salazar y el artesano, titiritero y artista polifacético Hermenegildo Lanz. Se representó una adaptación lorquiana para títeres de cachiporra del cuento andaluz «La niña que riega la albahaca y el príncipe preguntón», un entremés atribuido a Cervantes y el Misterio de los Reyes Magos, un auto sacramental del siglo XIII, para el que Falla había colaborado en la composición de la música incidental.
En febrero, La Revue Musicale publicó dos artículos de Falla: «Felipe Pedrell, (1841-1922)» y «Wanda Landowska à Grenade», que detallaba la visita de dicha clavecinista a Granada en noviembre del año anterior. Los días 23 y 24 de marzo se realizó el estreno en público de la versión de concierto de El retablo de Maese Pedro en el Teatro San Fernando de Sevilla. La escenificación de la obra tuvo lugar en París, en el palacete de la princesa Edmond de Polignac el 25 de junio de 1923; los decorados y figurines fueron obra de Manuel Ángeles Ortiz y los títeres con cabezas y figuras planas del aguafuertista y titiritero aficionado Hermenegildo Lanz.
Realizó algunos viajes a Francia, Bélgica e Italia y en Madrid conoció a Ernesto Halffter. Comenzó a componer Concierto para clavecín a instancias de Wanda Landowska y el 12 de diciembre, Manuel de Falla y Ángel Barrios fueron propuestos como académicos por la Real Academia de Bellas Artes de Granada, siendo finalmente admitidos por unanimidad como académicos de número el 21 de febrero del año siguiente.
A comienzos de 1924 finalizó la obra Psyché, sobre un texto de Georges Jean-Aubry, y que se estrenaría el 9 de febrero del año siguiente en el Palacio de la Música Catalana en Barcelona. El 7 de abril fue nombrado académico de honor de la Real Academia Hispano-Americana de Ciencias y Artes de Cádiz. En junio de dicho año tuvo lugar la presentación de la Orquesta Bética de Cámara, por la que llevaba trabajando desde hacía dos años. El 10 de diciembre se estrenó una revisión orquestal del Prélude à l'après-midi d'un faune de Claude Debussy que Falla había compuesto para dicha orquesta. Esta interpretación corrió bajo la dirección de Ernesto Halffter y tuvo lugar en el Teatro San Fernando de Sevilla.
El año siguiente aceptó el cargo como académico numerario de la Real Academia de Bellas Artes de Granada. El 22 de mayo tuvo lugar el estreno en París de la versión definitiva para ballet de El amor brujo en el Trianon Lyrique, con decorados y figurines de Gustavo Bacarisas, Falla ejerciendo como director musical y Antonia Mercé «La Argentina» y Vicente Escudero en los papeles de Candelas y Carmelo, respectivamente. El 20 de noviembre, la Orquesta Bética interpretó la revisión orquestal realizada por Falla de la obertura de El barbero de Sevilla de Gioachino Rossini en el Teatro San Fernando de Sevilla, dirigida por su discípulo Ernesto Halffter. En dicha revisión eliminaron los trombones, ya que la orquesta carecía de ellos. Falla volvió a tener problemas de salud. El 29 de diciembre tuvo lugar la representación de El retablo de Maese Pedro en Nueva York, con la Orquesta Filarmónica, Wanda Landowska y Willem Mengelberg, como director. Fue nombrado miembro de la Hispanic Society of America.
En 1926 participó en el homenaje que realizó el Centro Artístico en honor al caricaturista Luis Bagaría. Las representaciones de El retablo realizadas en Ámsterdam el 26 de abril, que contó con Luis Buñuel como director de escena y con Willem Mengelberg como director de orquesta, y Zúrich el 20 de junio en el Festival de la Sociedad Nacional de Música Contemporánea fueron un éxito. Terminó la composición del Concerto para clavecín y orquesta de cámara, que fue estrenado el 5 de noviembre en el Palacio de la Música de Barcelona por Wanda Landowska, acompañada por un grupo de profesores de la Orquesta Pau Casals y dirigidos por el propio Falla. Fue homenajeado con motivo de su quincuagésimo aniversario y recibió la distinción de hijo adoptivo de la ciudad de Sevilla el 20 de marzo e hijo predilecto de la ciudad de Cádiz en abril.

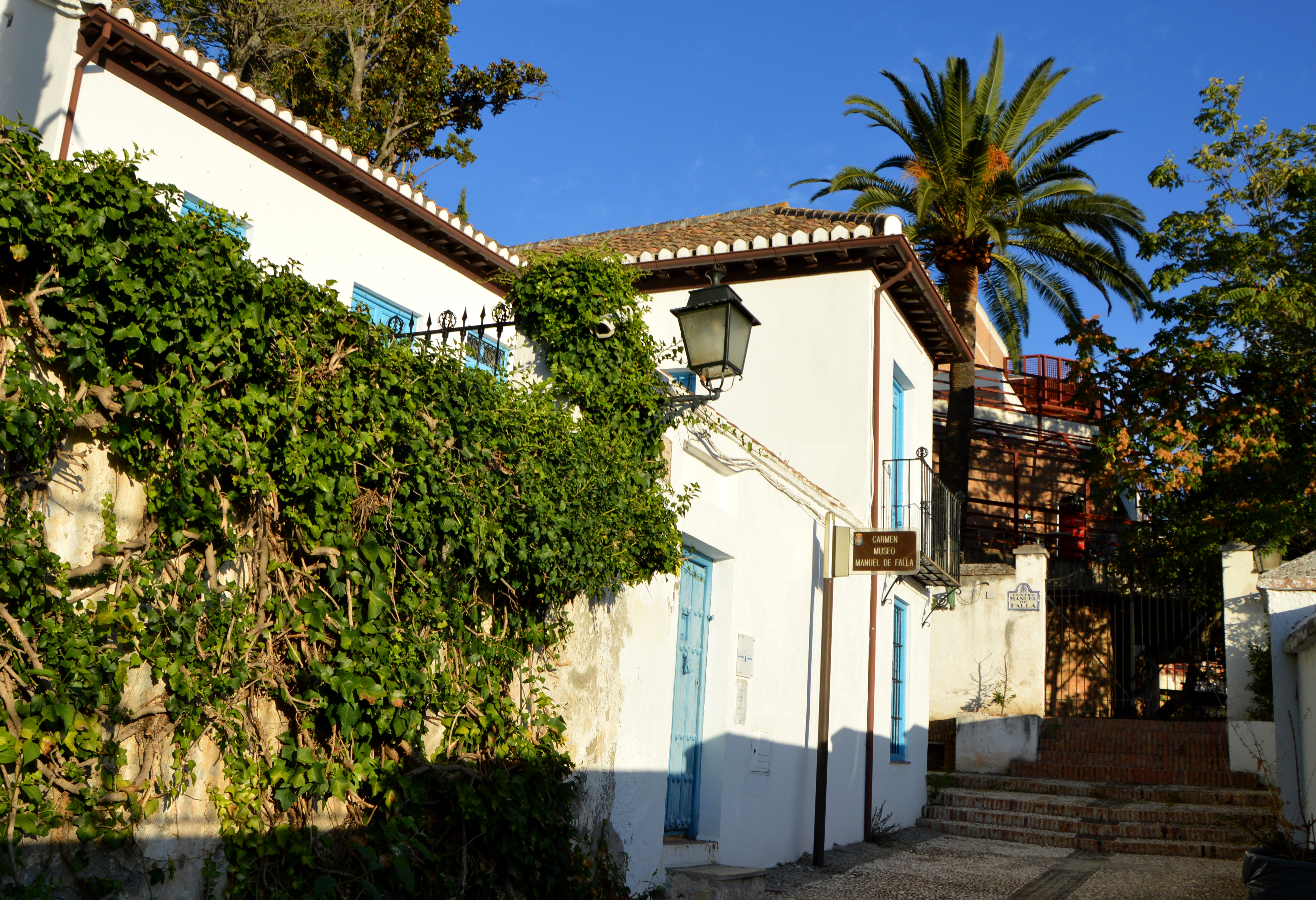
Casa de Manuel de Falla durante su estancia en Granada, convertida en museo.

Los homenajes continuaron en 1927, ya que fue nombrado hijo adoptivo de Guadix el 28 de febrero. Anteriormente, los días 8 y 9 de ese mismo mes, se realizaron sendos conciertos de la Orquesta Bética de Cámara en el Coliseo Olympia de Granada, dirigidos por Ernesto Halffter y el propio Falla, respectivamente. En Barcelona, el 17 de marzo tuvo lugar el Festival Falla, que contó con la presencia del compositor. El mes siguiente, Falla se unió al homenaje que el Ateneo de Granada rindió al compositor alemán Ludwig van Beethoven. Falla compuso la música para el Soneto a Córdoba de Luis de Góngora como conmemoración del tercer centenario del fallecimiento del escritor, obra que fue estrenada el 14 de mayo en la Salle Pleyel de París, con Madeleine Greslé y el propio compositor al piano. En esa época comenzó la preparación de la música incidental para la representación del auto sacramental de Pedro Calderón de la Barca El gran teatro del mundo que se realizó en la Plaza de los Aljibes de la Alhambra el 27 de junio (aunque en un principio estaba planeada para el 18, problemas técnicos impidieron la representación) que fue organizada por el Ateneo de Granada y la Junta de Damas de Honor y Mérito. En dicha representación intervinieron además, Antonio Gallego Burín como director artístico, Hermenegildo Lanz como escenógrafo y Ángel Barrios como director de orquesta. El 5 de noviembre se realizó un Festival Falla en Madrid, en el que el propio compositor interpretó el Concerto. Sus actuaciones finalizaron ese año el 11 de diciembre con un homenaje a Domenico Scarlatti, del que interpretó catorce sonatas en el Ateneo de Granada.

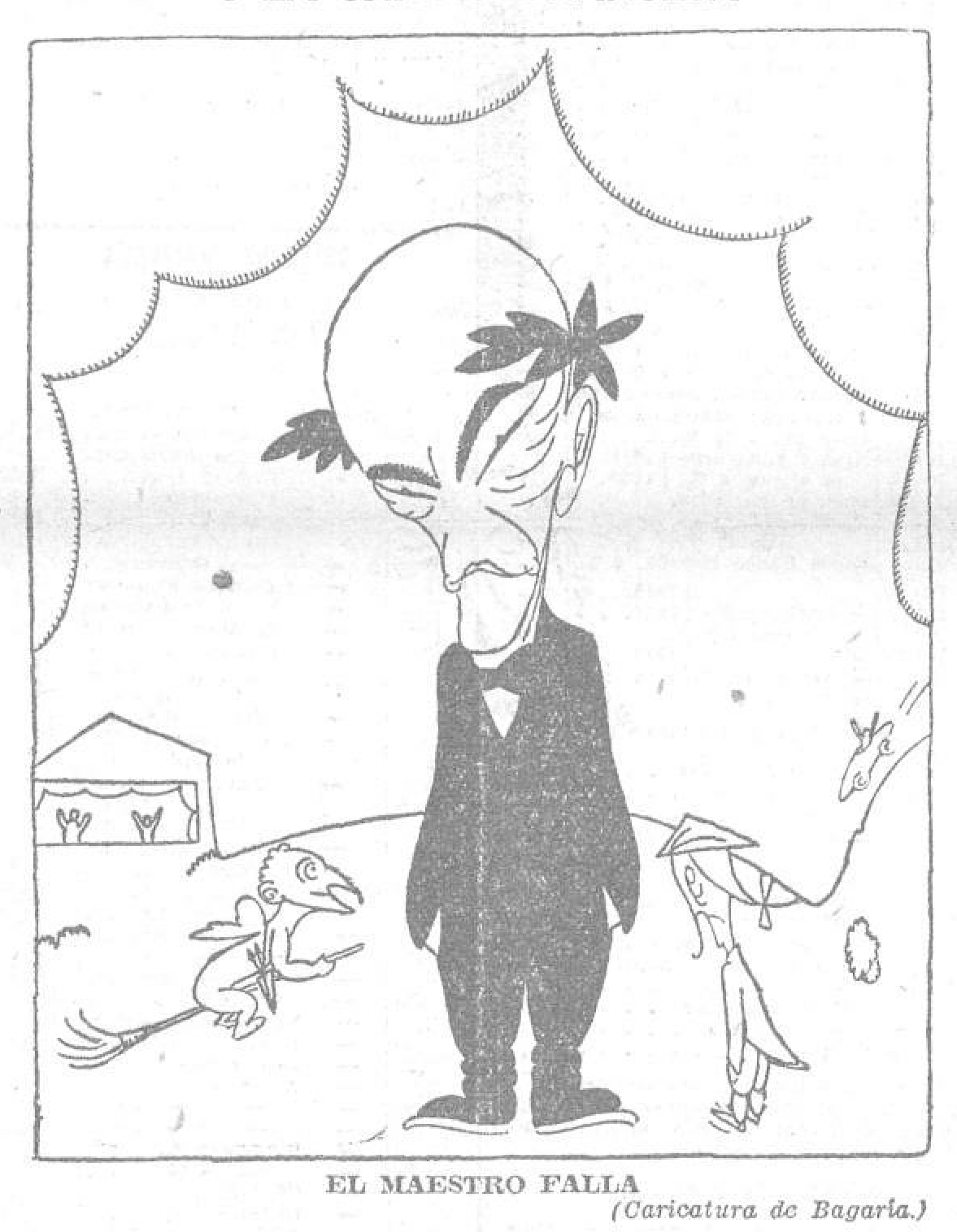
Caricaturizado por Bagaría en El Sol (1928)

El 30 de enero de 1928 tomó posesión de su cargo como académico de número de la Real Academia de Bellas Artes de Granada. En marzo realizó un viaje a París para supervisar una producción de El amor brujo, que contaba con la presencia de Antonia Mercé «La Argentina» y los decorados y el vestuario fueron elaborados por Gustavo Bacarisas. En el Théâtre National de l'Opéra-Comique se estrenó una producción de El retablo de Maese Pedro dirigida por Ignacio Zuloaga.  El día 14, recibe la condecoración de caballero de la Legión de Honor.  En septiembre viajó a Siena, en compañía de su amigo Juan Gisbert Padró, para actuar como solista en una audición del Concerto y el 29 de octubre fue nombrado miembro de la Kungl Svenska Musikaliska Akademien Vágnar de Estocolmo. Por esas mismas fechas recibió la visita en Granada de Maurice Ravel.
En un principio, y para no entrar en disputas con Conrado del Campo, que había preparado durante años la elección de Falla como miembro de la Real Academia de San Fernando, rechazó la invitación formulada por miembros de ésta para cubrir la plaza vacante a raíz del fallecimiento de Manuel Manrique de Lara. El 13 de mayo de 1929, y tras las presiones de los académicos, Falla fue elegido por unanimidad, aunque nunca llegó a leer su discurso de ingreso. John Brande Trend publicó el primer libro monográfico sobre Falla en Nueva York, titulado Manuel de Falla and Spanish music. En esa época estaba totalmente inmerso en Atlántida y esperaba poder estrenar la obra en la Exposición Universal de Barcelona o en la Exposición Iberoamericana de Sevilla que se celebraban ese mismo año.
A finales de enero de 1930, lo visitó Alfredo Casella, que se encontraba en la ciudad realizando unos conciertos con el Trío Italiano. El compositor italiano fue un gran defensor de la música del español y deploraba que su Fantasia Bætica no fuera más conocida en el mundo. En junio, realizó la grabación del Concerto y algunas de sus canciones en París, en la que acompañó al piano a María Barrientos. En diciembre realizó un viaje a Cádiz para dirigir un concierto en el teatro que lleva su nombre. Durante esta estancia en su tierra natal aprovechó la ocasión para realizar una excursión, inspirada por sus trabajos en Atlántida, al islote de Sancti Petri, lugar en el que supuestamente estarían las ruinas del templo de Hércules.

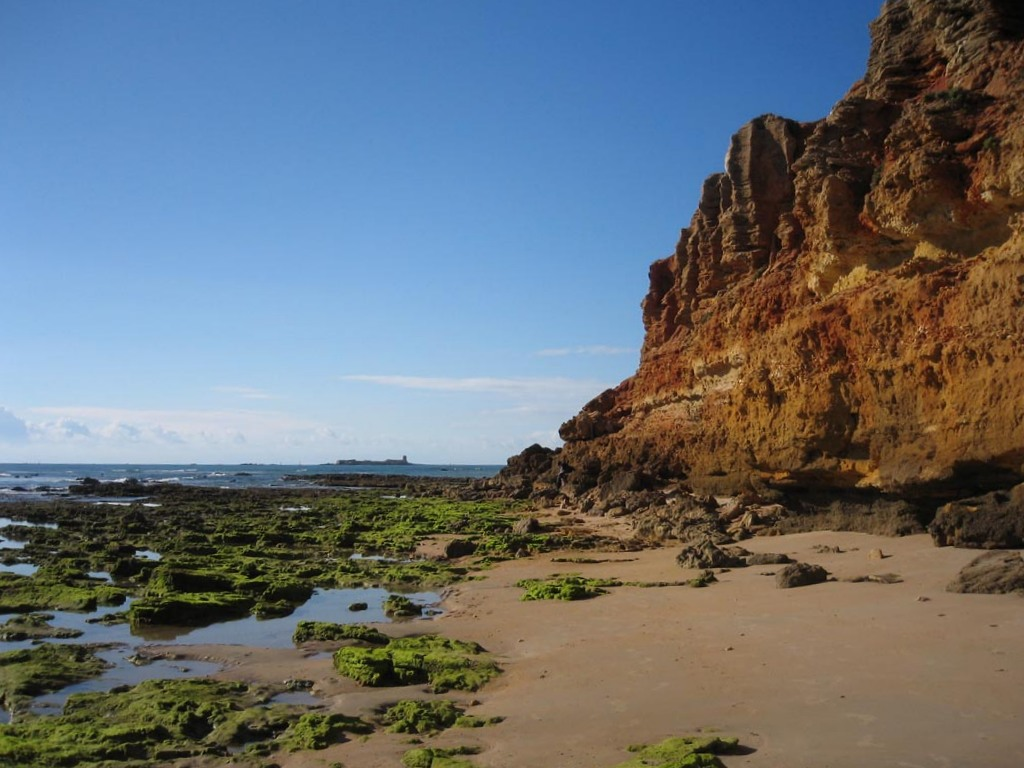
En diciembre de 1930, Manuel de Falla realizó un viaje al islote de Sancti Petri mientras estaba trabajando en Atlántida.

En 1931 realizó su última visita a Londres para dirigir El retablo de Maese Pedro en una retransmisión de la BBC. Fue partidario de la Segunda República en España tras su proclamación el 14 de abril de ese año, debido a su inclinación por la renovación y por su círculos de amistades liberales, e incluso fue designado como primer director de la recién creada Junta Nacional de Música. Sin embargo, un mes después escribió, junto con otros amigos granadinos, al presidente de la República, Niceto Alcalá Zamora, y a su amigo Fernando de los Ríos, ministro de Justicia, para pedirles que tomaran las medidas oportunas para detener la quema y saqueo de iglesias, así como el creciente proceso de «desevangelización» de España. Preocupado por la «creciente falta de moralidad», escribió en 1932 sus voluntades, en las que establecía que sus obras debían ser representadas, sin excepción, guardando las debidas medidas de limpieza moral cristianas y que su cadáver debía ser enterrado en un lugar sagrado siguiendo el rito católico.
En diciembre de 1935 terminó Pour le Tombeau de Paul Dukas, que había fallecido en mayo de ese año, y también finalizó la música incidental para el auto sacramental La vuelta de Egipto de Lope de Vega y que se presentó en la Universidad de Granada en el 300 aniversario de la muerte del escritor. Falla fue inicialmente favorable al pronunciamiento militar de julio de 1936, que posteriormente derivó en la Guerra civil española, dado que lo percibía como un factor estabilizador, de igual forma que lo fue el de Primo de Rivera en los años 1920. Defendió a sus amigos, a menudo poniendo en riesgo su propia integridad física. El 23 de mayo apeló al presidente de la República, Manuel Azaña, en nombre de todos los cristianos, para que ejerciera su autoridad y los protegiera, pero de nada sirvió con su amigo García Lorca, asesinado en agosto de ese año. En noviembre, acudió en auxilio de su amigo Hermenegildo Lanz, arrestado por el nuevo régimen. Después del asesinato de Lorca, se recluyó en su domicilio y su salud se deterioró considerablemente, y en un análisis de sangre se revelaba que padecía «grave malnutrición». En una carta a José María Pemán del 18 de septiembre, Falla afirmaba que la causa de sus problemas era la quema de iglesias en Cádiz, en sus palabras una «blasfemia colectiva». En 1937, a instancias de Pemán y pese a su rechazo inicial, escribió el Himno marcial para las tropas sublevadas. Continuó su aislamiento voluntario y sólo tuvo contacto con su hermana y un reducido círculo de amistades y vecinos, que incluían a Pedro Borrajo, Hermenegildo Lanz, Valentín Ruiz Aznar, Ramón Pérez de Roda, Miguel Cerón y Luis Jiménez. El 1 de enero de 1938 y sin su previo conocimiento, lo nombraron director del Instituto de España en Salamanca (la institución cultural de referencia en la época), nombramiento que rechazó con la excusa de su frágil salud y con el apoyo de Pemán.
Durante la década de 1920 y de 1930, visitó frecuentemente Barcelona y Cataluña y se relacionó con varios artistas, críticos e intelectuales catalanes, como Joan Lamote de Grignon, Oleguer Junyent, Frank Marshall, Rafael Moragas, Jaime Pahissa y Santiago Rusiñol. Mostró interés por la sonoridad de la cobla y asistió a varios conciertos de la Cobla Barcelona. También colaboró con diversas instituciones catalanas, como la Asociación de Música Da Camera, la Banda Municipal de Barcelona o la Orquesta Pau Casals, con quien estrenó el Concierto para clave junto con Wanda Landowska.

### Exilio en Argentina y fallecimiento

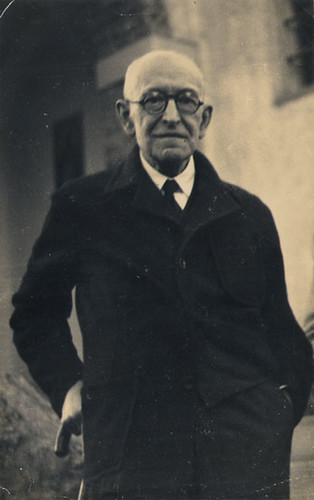
Falla en Alta Gracia en 1944.

Debido a la situación en Europa y finalizada en España la Guerra civil, Falla comenzó a plantearse la posibilidad de marcharse a Argentina y el 25 de mayo de 1939 escribió a un amigo para que le ayudara a conseguir dicho objetivo. Desde la Institución Cultural Española de Buenos Aires le llegó el encargo de dirigir varios conciertos, pero pasó el verano de ese año en La Zubia, cerca de Granada, trabajando en la Suite Homenajes, que iba a ser su primer estreno en América. El 28 de septiembre, ya comenzada la Segunda Guerra Mundial, Falla y su hermana María del Carmen se despidieron de su hermano Germán, su cuñada María Luisa, su sobrina Maribel y de sus amigos. El 2 de octubre partieron en Barcelona a bordo del Neptunia rumbo a Buenos Aires, donde llegaron el 18 de ese mes. Realizó varios exitosos conciertos en noviembre en el Teatro Colón y su salud mejoró temporalmente. La Asociación Wagneriana le rindió homenaje también ese mes. El gobierno de Francisco Franco intentó que volviera a España, le ofrecieron una pensión de 25 000 pesetas si regresaba y en 1940 le concedieron el rango de Caballero de Gran Cruz de la Orden de Alfonso X el Sabio. Sin embargo, decidió quedarse en Argentina. Consideraba que el aire de la ciudad era demasiado húmedo, por lo que se trasladó a una casa en un barrio de Córdoba, Villa Carlos, y posteriormente a Villa del Lago. Dirigió varios conciertos en Córdoba y Buenos Aires y el pianista Arthur Rubinstein lo visitó en su residencia de Villa del Lago.
Debido a la guerra en Europa, no pudo recibir ingresos por derechos de autor y tuvo que ser ayudado por algunos amigos argentinos y exiliados españoles, como Juan José Castro, Francisco Cambó, Guido Valcarenghi y José María Hernández Suárez. Continuó trabajando en Atlántida, pero en 1941 tuvo que parar temporalmente debido a unas fiebres. Entre 1941 y 1942 revisó la orquestación de dos canciones y varias partes de Los Pirineos de Pedrell, con motivo de un homenaje al compositor en su centenario. También realizó versiones de obras de Tomás Luis de Victoria para un concierto conmemorativo. Su dedicación a estas obras lo ayudó a descansar del arduo trabajo que estaba suponiendo la Atlántida. Los estudios San Miguel le propusieron que considerara la posibilidad de realizar sendas películas basadas en El retablo de maese Pedro y La vida breve, proyectos que ya había contemplado en 1936 con José Cubiles y Fantasia Bætica. Inicialmente, rechazó estos proyectos debido a la pobre calidad de sonido existente, pero al tener constancia de que partes del Retablo podían realizarse de un modo mejor comenzó a trabajar en estos dos proyectos. En 1943, Metro Goldwyn Mayer le propusieron la representación y grabación a dos pianos de «La danza del fuego» con los pianistas José y Amparo Iturbi. Aceptó esa propuesta, lo que le ayudó a mejorar su situación financiera.
Mantuvo un estrecho contacto con sus amigos Carlos Guastavino, Julián Bautista, Conchita Badía y muchos otros. Desde Granada, sus amigos le enviaron sus libros y partituras musicales, tras el desmantelamiento de su anterior domicilio que había sufrido un robo. Con la ayuda de Cambó, trasladó su residencia a Alta Gracia, a una casa llamada «Los Espinillos», lugar que le gustaba por su similitud a Granada. Allí continuó trabajando en Atlántida. Sus problemas de salud continuaron y Falla se obsesionó con ello: tomaba gran cantidad de medicinas, se medía la temperatura varias veces al día y tenía un enorme miedo a las corrientes de aire. Durante 1943 continuó con ligeros progresos en Atlántida, aunque llegó a mencionar la posibilidad de programarla como parte de un concierto. Completó «La Salve en el mar» y prosiguió con «Els Atlants en el temple de Neptu». En 1944 comenzó, junto a Jaime Pahissa, a trabajar en su biografía. En octubre del año siguiente Rafael Alberti lo visitó y el día 10 lo nombraron académico de la Academia Nacional de Bellas Artes de Argentina.
En junio de 1946 copió la versión final del prólogo de Atlántida. El último manuscrito está datado en julio de ese año. Finalmente, falleció la noche del 13 al 14 de noviembre, nueve días antes de cumplir setenta años, tras sufrir un paro cardiorrespiratorio mientras dormía. Dos días antes, se había despedido de él una de sus colaboradoras predilectas y gran amiga, la cantante Conchita Badía, que se volvía del exilio. «Debe de ser el destino», le decía ella antes de irse. «Al destino no hay que provocarlo», le replicaba Falla. «Yo seguiré viviendo aquí o en cualquier parte de América. Adiós, Conchita. Hasta que volvamos a vernos. Y si no, en lo eterno». El funeral tuvo lugar en la Catedral de Nuestra Señora de la Asunción de Córdoba, el 19 de noviembre. El 22 de diciembre sus restos mortales partieron de regreso a España, junto con su hermana María del Carmen. Embalsamado por el zaragozano Pedro Ara Sarriá, sus restos fueron trasladados desde Buenos Aires, hasta Tenerife, por el vapor Cabo de Buena Esperanza, donde fueron transbordados a bordo del minador Marte que lo llevó hasta su tierra natal, Cádiz. Allí fueron recibidos por su familia, José María Pemán y diferentes autoridades eclesiásticas, civiles y militares, entre las que se encontraba el ministro de Justicia, Raimundo Fernández-Cuesta, en representación del jefe del Estado, Francisco Franco. El cortejo fúnebre se dirigió del muelle a la catedral de Santa Cruz de Cádiz, donde se celebró un solemne funeral. Con autorización expresa del papa Pío XII, los restos fueron enterrados en la cripta de la catedral, donde se encuentran actualmente junto a los de José María Pemán.
Con su muerte, no pudo culminar su última obra, Atlántida. La tarea de finalizarla, según los esbozos dejados por el maestro, correspondió a su discípulo Ernesto Halffter.

## Obra

### Estilo e influencias
Falla no fue un músico muy prolífico, pero su producción musical tiene, en palabras del crítico musical Harold Charles Schonberg, «la artesanía de una joya». Felipe Pedrell ejerció una gran influencia sobre él, ya que le dio a conocer la música popular española cuando fue su profesor. Falla afirmó que a él le debía la «más clara y firme orientación a mi obra».
Falla aunó el nacionalismo musical —con cierta influencia del noruego Edvard Grieg— con el impresionismo, que conoció durante su estancia en Francia. Su estilo fue evolucionando desde el nacionalismo folclorista de sus primeras composiciones, hasta un nacionalismo que buscaba su inspiración en la tradición musical del Siglo de Oro español y del que dan muestra la ópera para marionetas El retablo de Maese Pedro, una de sus obras más alabadas, y el Concierto para clave y cinco instrumentos.
En sus inicios, sus obras seguían la tradición de compositores nacionalistas españoles previos, aunque era «más refinada, con una capa agregada de técnicas impresionistas». Se basaba en el cante jondo, el flamenco, temas, melodías, ritmos y giros andaluces o castellanos, pero con una elaboración propia de los compositores franceses. Durante su estancia en París, entabló relación con compositores como Claude Debussy, Maurice Ravel, Paul Dukas o Isaac Albéniz, y su influencia es notoria en sus obras de ese período, sobre todo en Noches en los jardines de España, en la que, «a pesar del innegable aroma español que presenta, está latente cierto impresionismo en la instrumentación». Schonberg ve una clara relación entre esta obra y Sinfonía sobre un aire montañés francés, de Vincent d'Indy y compuesta en 1886, ya que «ambas partituras están escritas para piano y orquesta, ambas aprovechan una técnica pianística que abunda en arpegios y efectos de arpa, y ambas partituras utilizan los elementos nacionales del modo más refinado, en el estilo de la sala de conciertos». Estos aspectos no fueron en detrimento de Noches en los jardines de España, La vida breve y Siete canciones populares españolas, que se popularizaron inmediatamente tras su estreno. Además de que la música «sugiere una encantadora evocación de España», también es «la obra de un compositor sumamente diestro, un hombre que posee un oído sutil para el color y una técnica de absoluta precisión».
Su madurez creativa comenzó con su regreso a Madrid en 1914. Su estilo cambió de manera notoria tras la Primera Guerra Mundial. Ígor Stravinski, que en 1918 había compuesto La historia del soldado y estaba explorando el potencial del neoclasicismo, influyó notablemente en Falla, que empezó a trabajar de igual forma. Para Schonberg, El retablo de Maese Pedro, destinado a una orquesta de veinte intérpretes, con instrumentos tan poco frecuentes como el clavicordio, el laúd-arpa y el xilófono, «constituye una contraparte del pequeño relato coreográfico del soldado creado por Stravinski». Schonberg describe al Concierto para clave y cinco instrumentos como una «expresión del neoclasicismo hispánico». Dicha obra no fue tan popular como sus predecesoras, pero tiene raíces más profundas en la canción popular española y rememora las obras de Domenico Scarlatti. Según Schonberg, «Falla no sólo fue muy superior a todos los compositores españoles de su tiempo; fue también el único compositor español que superó los límites de la mediocridad».

### Composiciones

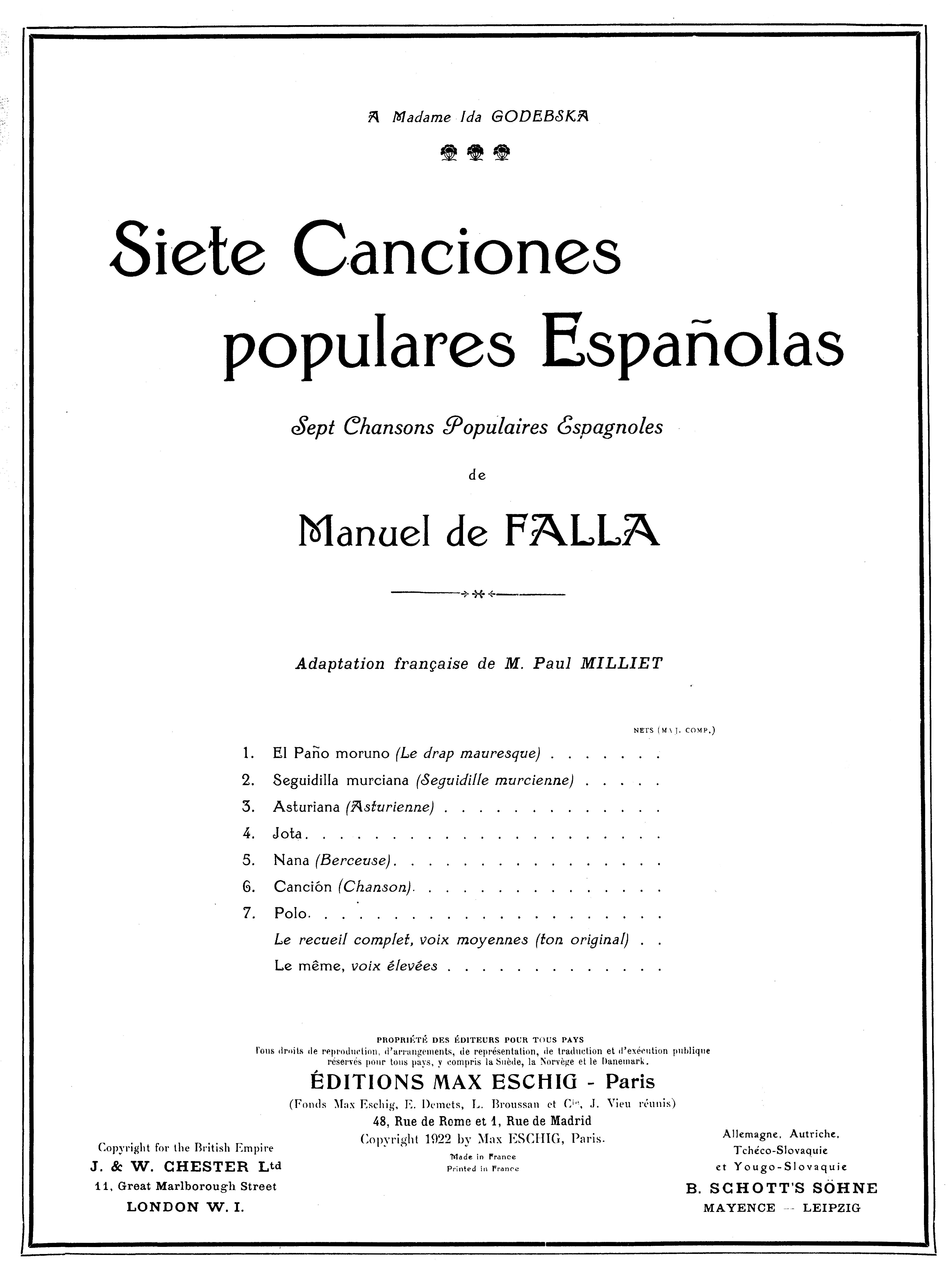
Portada de Siete canciones populares españolas, de 1922.

Al regreso de su estancia en París compuso sus obras más célebres: la pantomima El amor brujo, el ballet El sombrero de tres picos (compuesto para cumplimentar un encargo de los célebres Ballets Rusos de Sergéi Diágilev), las Siete canciones populares españolas para voz y piano, la Fantasia Bætica para piano y Noches en los jardines de España, estrenada en el Teatro Real en 1916. Además, compuso la ópera La vida breve, una ópera para marionetas, El retablo de Maese Pedro, el Concierto para clave y cinco instrumentos, varias zarzuelas (la única que se representó fue Los amores de la Inés) y varias obras vocales, para piano y música de cámara. Para Michael Christoforidis, El retablo de Maese Pedro «es posiblemente la composición dramática más compleja realizada por Falla y sobre la que más control ejerció, eligiendo el tema, reuniendo el libreto y participando en las primeras producciones».
En las obras El retablo de Maese Pedro y el concierto para clavecín y orquesta de cámara de 1926 se percibe cómo la influencia de la música folclórica es menos visible que una suerte de neoclasicismo al estilo de Ígor Stravinski. Mientras que en sus obras anteriores Falla hacía gala de una extensa paleta sonora, heredada directamente de la escuela francesa, en estas últimas composiciones, su estilo fue haciéndose más austero y conciso, y de manera especial en el Concierto. Los últimos veinte años de su vida, Manuel de Falla los pasó trabajando en la que consideraba había de ser la obra de su vida: la cantata escénica Atlántida, sobre un poema del poeta en lengua catalana Jacinto Verdaguer, que le había obsesionado desde su infancia y en el cual veía reflejadas todas sus preocupaciones filosóficas, religiosas y humanísticas. Cuando murió con la obra inacabada, su discípulo Ernesto Halffter se encargó de acabarla. No tuvo demasiado éxito tras su estreno bajo la dirección de Ernest Ansermet en Nueva York y tras ello tuvo pocas representaciones.
Como uno de los compositores cuya música fue moldeada más radicalmente por el instrumento, Falla identificó la guitarra, su música y sus estilos de interpretación como elementos intrínsecos de su música.

## Legado
La mayoría de las obras maduras de Falla se estrenaron en la década de 1920, desde París hasta Nueva York, y, a finales de la década, posiblemente había alcanzado la cima de su fama. Si bien sus obras continúan siendo populares, el interés de los académicos por el compositor y su música ha variado, dependiendo de factores como la moda musical, las perspectivas culturales de los escritores, las conmemoraciones públicas e incluso las circunstancias políticas. La evolución del estilo musical y las tendencias estéticas de Falla desde una perspectiva romántica tardía a una modernista ha proporcionado a los comentaristas interesados mucho para elegir e identificarse, una elección que se ha extendido a veces a interpretaciones alternativas de la posición política del compositor durante un período tumultuoso en la historia de España. En las décadas posteriores a su muerte en 1946, Falla había sido considerado cada vez más como un compositor nacionalista, a menudo a expensas de su cosmopolitismo y compromiso radical con la vanguardia musical parisina del primer cuarto del siglo XX. Desde la década de 1980, estas perspectivas han evolucionado, en parte por el acceso a los materiales en poder del Archivo Manuel de Falla, que han transformado la investigación sobre la música de Falla, su proceso compositivo y sus contextos culturales. Mientras que Falla fue reconocido por muchos comentaristas de su época, como Adolfo Salazar y Alexis Roland-Manuel, como compositor a la vanguardia de las corrientes neoclásicas de la posguerra, esta dimensión de su trayectoria artística ha recibido una atención más sostenida durante las dos décadas de comienzos del siglo XXI.

### Influencia sobre el Grupo de los Ocho y la Generación del 27
El Grupo de los Ocho nació a principios de los años 1930 con el fin de combatir el conservadurismo en la música y su objetivo era continuar con la labor de renovación de la música española iniciada por Manuel de Falla. Algunos, como Rosa García Ascot y Ernesto Halffter fueron alumnos suyos y Adolfo Salazar fue su ideólogo. Las dos obras que más influyeron a los compositores del Grupo de los Ocho fueron El retablo de Maese Pedro y el Concierto para clavecín.
Además, Falla inspiró a la Generación del 27, a la que pertenecían el Grupo de los Ocho, y se convirtió en su «líder espiritual». De su relación con los escritores de la Generación del 27, escribió Federico Sopeña:  

Debemos a esta generación sacudirse el sambenito de la sordera heredada de los intelectuales españoles. No hay que olvidar que Juan Ramón Jiménez, a pesar de sus variantes de humor amargo, mantuvo la fidelidad a la obra de Falla. Cada uno de los miembros de esta generación recibió de Juan Ramón alabanzas y sarcasmos, pero es indudable que su cariño por la música y por Falla especialmente influyó de manera decisiva.

Cada uno de los miembros cimeros de esta generación vivió la música a su manera, pero intensamente. Cernuda, sin ser músico, es el que escribió de música con más hondura: recordemos del capítulo anterior su encuentro providencial con el piano de Falla. En la correspondencia de Gerardo Diego con Falla, se nota el cariño y la deferencia, sin olvidar que fue Gerardo el primero en tocar la Fantasia Bætica, después que la abandonó Rubinstein. De Lorca, su innata musicalidad inseparable de su garbo humano, ya hemos hablado. Rafael Alberti al recibir el premio Nacional de Literatura, lo primero que hizo fue comprar el Cancionero de Barbieri. Salazar pertenece plenamente a esa generación, pues, como veremos más tarde, el único discípulo de Falla, Ernesto Halffter, debe a Salazar su primera y entusiasta proclamación. Contrasta esta influencia en la literatura con la ausencia de discípulos verdaderos en el orden musical. Porque Falla se negó siempre a verse como maestro de composición. Por otra parte, como veremos, Falla desde un año antes estaba con la preocupación de Atlántida y, sin embargo, se metió en el corazón de esa generación componiendo su «Soneto a Córdoba» sobre el poema de Góngora, y es Góngora el que, precisamente, sirve de lazo de unión a todos ellos.

### Archivo Manuel de Falla
El Archivo Manuel de Falla se fundó en 1991 como lugar de conservación del legado documental y la biblioteca del compositor y está ubicado en Granada. Cuenta con más de 25 000 documentos epistolares, que ayudan a reconstruir la relación por correspondencia, prácticamente completa, entre el compositor y las personas con las que mantenía relación por carta. Además, incluye un catálogo de partituras y manuscritos musicales, creado por Antonio Gallego en 1987; la biblioteca personal del compositor, con cerca de 4500 libros y partituras impresas, y 223 revistas; unas 2300 fotografías; programas de mano de conciertos en los que se interpretaron obras del compositor, en los que actuó como intérprete o a las que asistió; recortes de prensa, tanto española como extranjera, que el propio compositor recopiló durante su vida; y otros documentos personales o manuscritos.

### En la cultura popular

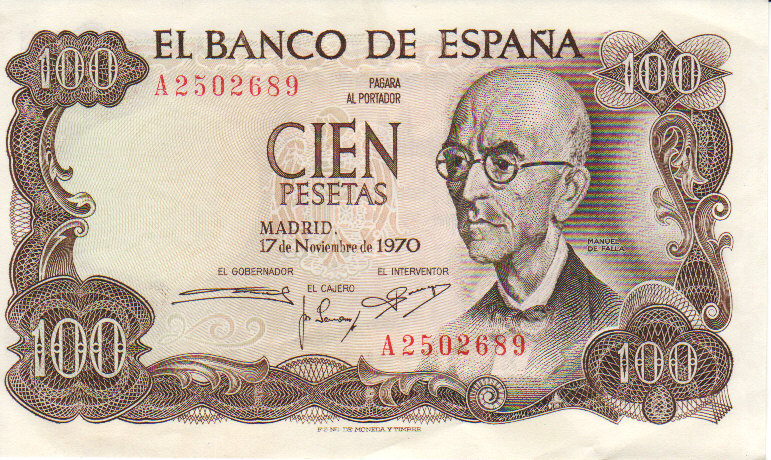
Billete de 100 pesetas, en homenaje a Manuel de Falla.

Como homenaje a su labor artística, el Banco de España decidió emplear un retrato de Manuel de Falla en el anverso de los billetes de 100 pesetas, que fueron emitidos a partir del 17 de noviembre de 1970 (aunque se pusieron en circulación en 1973). Este billete fue el de mayor circulación durante la década de los 70 hasta que, debido a la inflación, en 1982 se tomó la decisión de acuñar monedas de 100 pesetas. El billete de 100 pesetas con la efigie de Manuel de Falla comenzó entonces a ser retirado por los bancos, aunque siguió siendo de curso legal hasta la instauración del euro.
En Cádiz, su ciudad natal, el Gran Teatro Falla recibe su nombre en su honor y allí se celebra el Festival de Música Española de Cádiz Manuel de Falla en la segunda quincena de noviembre, alrededor del día 23, fecha del nacimiento del compositor. El Conservatorio Superior de Música de la ciudad de Buenos Aires y la Estación de Manuel de Falla de Alcobendas de la línea 10 de Metro de Madrid llevan su nombre.